# Všestary, Hradec Králové
Všestary là một làng thuộc huyện Hradec Králové, vùng Královéhradecký, Cộng hòa Séc.